# Право Канады
Кана́дская правова́я систе́ма берёт своё начало от британской системы Common law, которую Канада унаследовала, будучи страной-членом Содружества. Одна лишь провинция Квебек сохраняет в своей собственной провинциальной компетенции систему гражданского права. Две правовых системы составляют неотъемлемую часть Конституции Канады, по которой все законы официально вступают в свою силу. Так, провинция Квебек имеет свои собственные гражданские законы (касающиеся, например, контрактных обязательств), однако, уголовные законы относятся к федеральной юрисдикции и поэтому общие для всей страны.

## Конституция Канады
Конституция Канады – это условное понятие. Как таковой, страна не имеет Конституции. Так называемая Конституция полностью состоит из взаимосвязанных конституционных законов. Точнее, она заключает в себе сплав кодифицированных законов и обычных законов — Common law, — касающихся условностей и традиций, и поэтому делает Канаду страной с двойным правом. Кроме того, она описывает правительственную систему Канады, а также гражданские права всех канадских граждан.

## Действующее право
Канадское действующее право испытывает влияние от четырёх источников:
- Законодательство
- Юриспруденция
- Доктрины
- Обычаи/Традиции

Законный фундамент Канады основывается на Конституции Канады. Она состоит из письменных текстов и неписаных традиций и соглашений, происходящих от английского права и уместность которых в канадском праве подтверждена судебной практикой исходя из первого параграфа преамбулы конституционного акта 1867:
Принимая во внимание, что провинции Канада, Новая Шотландия и Нью-Брансуик выразили желание объединиться в единый Доминион под короной Соединённого королевства Великобритании и Ирландии с Конституцией, в принципах сходной с Конституцией Соединённого королевства.
Многие британские законы или традиции, действовавшие в 1867, и сегодня являются неотъемлемой частью канадской системы законов. Например, многие политические институты, существующие в настоящее время, берут своё начало в традициях, действовавших в XIX веке в Соединённом королевстве и во всей Британской империи. Эти британские законы и традиции в большинстве своём не представлены письменно нигде в канадском праве, за исключением судебной практики. Билль о правах 1689 (Bill of Rights) жалует канадцам некоторые фундаментальные права, например, свободу слова, свободу печати, избирательное право и принцип Habeas Corpus. Права всех канадских мужчин и женщин признаются Канадской хартией прав и свобод, действующей с 1982. Следовательно, вдобавок к правам, объявленным письменно в конституционных текстах, в канадской судебной практике существует теория, вводящая органически присущие Конституции права, лучше известные под названием подразумеваемых. Она имеет преимущество настолько и до тех пор, пока ей не будут противоречить письменные положения самой Конституции или закон, принятый Парламентом или провинциальным законодательным собранием.
Двойственность права – это специфичная черта канадского права. Common law — единый гражданский закон в Канаде, как и в большинстве англосаксонских стран, за исключением провинции Квебек, где первенство принадлежит исключительно Гражданскому кодексу Квебека.

## Система правосудия
- Верховный суд Канады

Верховный суд Канады (по-англ.: Supreme Court of Canada, по-фр.: Cour suprême du Canada) – высшая судебная инстанция страны, выносящая в этом качестве окончательные государственные приговоры.
До 1949 судебные споры могли быть обжалованы в Судебном комитете Тайного совета в Соединённом королевстве. Поэтому некоторые из них полностью миновали Верховный суд Канады и были обжалованы прямо в Лондоне.

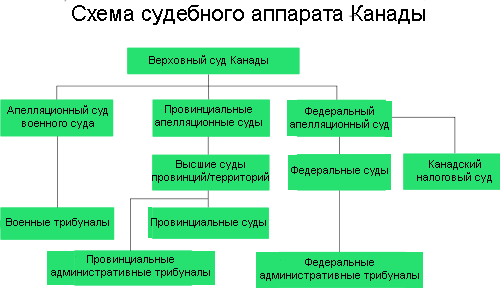
Канадская судебная система

- Система провинциального правосудия

Некоторые суды определяются, как Высшие, или Суды ст. 96 — в соответствии со статьёй 96 Конституционного акта 1867. Это обозначение позволяет федеральному правительству назначать туда судей. Напротив, судьи нижестоящих судов, обычно называемых провинциальными, назначаются соответствующими провинциальными правительствами.
Хотя судьи Высших судов и назначаются посредством федерального механизма, на деле эти суды управляются (и оплачиваются) провинциями. Каждая провинция, как и все три территории, обладает своим собственным апелляционным судом.
- Система федерального правосудия

Федеральная судебная система в отличие от других судов, находящихся по Конституции в компетенции провинций, основывается на федеральных законах и обладает исключительным полномочием в некоторых судебных спорах, подпадающих под федеральную конституционную власть (например, иммиграция, морские законы, патенты на изобретения, телекоммуникации и т.д.).
- Система военного правосудия

«Кодекс военной дисциплины, который представляет собой примерно половину ЗНО [Закона о национальной обороне], — это основа канадской системы военного правосудия. Он устанавливает компетенции в том, что касается дисциплины и описывает нарушения военного приказа, наказания, возможности ареста, а также организацию и процедуры военных трибуналов, апелляций и проверок, следующих за процессом».
«Несмотря на полномочия Парламента в управлении системой военного правосудия, федеральное правительство также уважает другие конституционные законы, особенно протекции, обеспеченные Хартией. Члены КВС [Канадских вооружённых сил] обладают целой совокупностью прав и свобод, гарантированных Хартией».
- Контроль соблюдения законов

Применение законов (контроль их соблюдения), включающее ход уголовных дел, относится к провинциальной юрисдикции, но в большинстве провинций оно по контракту передано федеральной полиции — Королевской канадской конной полиции (КККП). Лишь провинции Онтарио и Квебек располагают своими силами провинциальной полиции, соответственно, Провинциальной полицией Онтарио и Полицией Квебека. КККП применяет федеральные законы лишь на своей территории, а уголовные — на государственном и даже международном уровнях, например, закон об организованной преступности, государственной и пограничной безопасности, молодёжи, коренных обществах и финансовой интеграции.
Некоторые муниципалитеты имеют свои полицейские части, в обязанность которых входит контроль соблюдения муниципальных постановлений в соответствующем судебном округе. В муниципалитетах, областях, графствах, не имеющих своей полицейской части, полицейская служба передана по контракту либо КККП, либо, как в случае с Онтарио и Квебеком, своим отдельным провинциальным полициям.
Что касается т.н. индейских резерваций, то каждая резервация имеет свою полицейскую часть, уполномоченную федеральным правительством на всю территорию резервации. Эти полицейские называются обычно Миротворцами (Peacekeepers).
Единицей вооружённой полиции Канады является полицейская часть Канадских вооружённых сил, отвечающая за порядок и поддержание мира. Национальная служба расследований Канадских вооружённых сил отвечает за проведение следствия. Что касается армии, то она может развернуться в населённой местности во время кризиса или чрезвычайного положения. Например, во время небывалого гололёда в 1998 на юге Квебека Канадские вооружённые силы обслуживали мероприятия по спасению и поддержке пострадавших.
Агентство пограничной службы, со своей стороны, отвечает за обеспечение гражданской обороны на границе Канады.
Канадская береговая охрана работает в сотрудничестве с Королевской жандармерии Канады и Агентством пограничной службы с целью обеспечения государственной безопасности на море и гражданской обороны на морских границах.
Наконец, Канадская секретная разведывательная служба — это агентство секретных служб, ответственное за углублённые расследования государственного и даже международного уровня для обеспечения гражданской обороны Канады.

## Юридические традиции

### Common law
Как и законы всех стран, принявших систему common law, канадские законы удовлетворяют принципу стоять на решённом. Иначе говоря, все суды должны придерживаться решений высших трибуналов судебной пирамиды, на вершине которой находится Верховный суд Канады. Однако высшие и провинциальные суды какой-либо провинции не ограничены судами других провинций. Тем не менее, решения последних используются как убедительный источник и обычно выступают примером для других провинций, как если бы между ними существовала иерархическая связь. Лишь Верховный суд Канады имеет право обязывать принимать одно решение все суды страны. Такие наиболее активные суды, как, например, Апелляционный суд Онтарио, часто берутся за пример при решении местных судебных споров в других провинциях, в частности в том, что касается доказательств и уголовных законов.
Принимая во внимание историческую связь Канады с Соединённым королевством, постановления Палаты лордов, изданные до 1867, по-прежнему ещё действуют в Канаде, если только они не были изменены Верховным судом Канады. Также остаются в силе решения, принятые Тайным советом Соединённого королевства до отмены обжалований в 1949. Однако сегодня решения этих двух британских судебных инстанций по-прежнему высоко оцениваются и считаются судами по всей стране очень убедительными.
Гражданские законы Канады происходят от британских гражданских законов, позднее на протяжении многих лет приспосабливаемых под социально-культурную и геополитическую обстановку в Канаде. Исключая Квебек, common law является системой гражданского права, единственной существующей в провинциях и территориях Канады. Common law означает «общее право» и может не переводиться на русский язык. Хотя некоторые склонны говорить об обычном праве, common law — это больше, чем система обычного права, это также система образцового, законодательного и народного права. Таким образом, говорят об образцовом праве, когда законы вводятся в действие постановлениями судов, о законодательном праве, когда законы издаются федеральным Парламентом, провинциальными законодательными собраниями или муниципальными правлениями, и о народном праве, когда законы имеют своим источником народ (граждан). В народном праве говорят о неписаных соглашениях при определении исходящих от народа законов. К тому же, в системе common law существует и обычное право, поскольку каждая из вышеназванных групп может получить или потерять власть над некоторыми сферами, в зависимости от традиции или обычая, установившихся на протяжении многих лет. Эта традиция или обычай определяется повторяющимся на протяжении некоторого промежутка времени поведением или опущением. Например, провинциальное законодательное собрание получило бы власть над некоторыми положениями правил дорожного движения и издало бы закон, запрещающий поворот налево по красному сигналу светофора; но если ответственное ведомство (полицейские силы) не примет соответствующих мер по применению этого закона и его опущение приведёт к появлению обычая, при котором водители поворачивают налево по красному сигналу светофора, несмотря на законодательный запрет, то этот обычай может одержать верх над законом и, таким образом, стать неписаным соглашением, делающим закон недействительным. Народное право стало бы обязательным, и любое будущее вмешательство полицейских сил с целью контроля исполнения этого закона стало бы незаконным. Посредническое влияние и пропаганда стали бы единственными законными методами изменения этого обычая, чтобы в случае необходимости получить одобрение достаточного количества лиц. Следовательно, обычай может быть государственного, провинциального, областного, местного и даже личного масштаба — одно лицо может создать свой собственный закон. Таким образом, поворот налево по красному сигналу светофора, как в предыдущем примере, обыкновенно используется в агломерации Торонто при условии, если манёвр выполняется, когда встречное движение мешает первым трём транспортным средствам повернуть налево по зелёному или жёлтому сигналу светофора, хотя законодательство это запрещает.
Примером государственного и местного масштабов может быть признание Канадой Квебека в качестве нации или независимой страны. Фактически депутаты, избранные вне Квебека, связаны с волеизъявлениями избирателей своего избирательного округа. Подобное заявление, голосование или декларация могли бы не только поставить на карту их (депутатов) политическое будущее, но и оказаться незаконными для политиков. В таком же положении и правительство, связанное, в свою очередь, с государственным народным правом. В формулировке Палаты общин, признающей, что «квебекцы составляют нацию в составе единой Канады», нужно проводить грань между признанием по резолюции или закону и признанием Палаты общин или Канадой. Так, признание по резолюции Палаты общин считается законным, но признание правительством оказалось бы незаконным. Опросы показали впоследствии, что 70% канадцев были против признания Квебека в качестве нации. Таким образом, в более значимых ситуациях правительства иногда борются с обязанностью постепенно вводить политические изменения в жизни населения, поскольку такие изменения не должны быть заметны гражданам по причине того, что политическое изменение может оказаться незаконным в соответствии с действующей традицией. Примером, связанным с образцовым, законодательным и народным правом, является политика правительства Онтарио в отношении прав франкоязычных. Поскольку провинциальная традиция ничего не говорит о наделении правами франкоязычных, то правительство и суды должны время от времени работать сообща по взглядам населения, чтобы изменить традицию и судебную практику, что может позволить правительству не восприниматься населением как действующим незаконно. Как только сомнительная традиция изменяется, изменение закона парламентариями может быть проведено более свободно и открыто (Закон об услугах на французском языке).
Наконец, в системе common law каждое действующее лицо обычно пытается сохранить свою власть, а также получить или вернуть её. Следовательно, лишь влияние, давление и пропаганда являются используемыми в среде населения средствами достижения своих целей, ломки действующих традиций, идущими вразрез с интересами одних групп, и противостояния другим группам в установлении обычая, который может ущемить интересы первых.

### Смешанное гражданское право
В отличие от остальной Канады всякий гражданский закон в Квебеке записан. Следовательно, необходимо лишь изменение законодателями существующих законов. Высшая власть принадлежит Национальной ассамблее Квебека в рамках её законодательных полномочий. В федеральных же законах применяются лишь принципы common law. Таким образом, все законы Национальной ассамблеи Квебека имеют постоянное преимущество до такой степени и до тех пор, пока они соответствуют конституционным нормам и не изменяются законодателями. Однако Гражданский кодекс Квебека и другие провинциальные законы иногда дают судам возможность использовать образцовое право, но заранее организованное законодательством. Такое правовое устройство представляет собой смешанную судебную систему, уникальную, учитывая к тому же шотландское и луизианское право.
Это образцовое и обычное право регламентирует некоторые сферы деятельности с развитой корпоративистской системой, в частности все свободные профессии: медицину, право, нотариат, бухгалтерию и финансовое планирование. Когда, например, законодатели включают в закон положения, настаивающие на разумном или уместном характере того или иного действия и необязательно детализированные, то говорят об этом виде права. Суды, таким образом, призваны сами создавать законы по этим спорным положениям, руководствуясь разумностью или уместностью в соответствии с нравами и обычаями соответствующей сферы деятельности. Другим примером может быть случай, когда закон обязывал бы специалиста действовать с профессионализмом и порядочностью в зависимости от обстоятельств. Поэтому суды должны были бы установить то, что является или нет актом профессионализма и порядочности в данных обстоятельствах.
Эта смешанная система, среди всего прочего, имеет своей целью заполнить некоторые правовые пустоты, о которых законодатели не подумали ранее, позволить праву быстрее приспосабливаться к развитию общества и содействовать быстроте практических нововведений при согласовании с экспертами соответствующих сфер деятельности.
Иначе говоря, кодификация квебекских законов включает принципы общего права, позволяя народу самому устанавливать свои основные судебные принципы, благодаря «закону народа» (law of the land) – принципу, описанному в Magna Carta 1215 года и в Парижском обычае Новой Франции. Например, в области гражданской ответственности первый параграф статьи 1457 Гражданского кодекса гласит, что всякое лицо должно уважать поведенческие нормы, которые, в зависимости от обстоятельств, обычаев или закона, необходимы для него во избежание вреда для других. Весь народ приведён к необходимости демократически установить в своей среде различные действующие социо-культурные нормы, со временем приобретающие законную силу. Таким образом, по действующим социо-культурным нормам одна эта фраза Гражданского кодекса устанавливает законы на различную тематику: о злоупотреблении доверием, превышении власти, психологическом преследовании, помощи другим, разглашении сведений, изменении законов законодателями и т.д.
Следовательно, в отличие от провинций с common law в Квебеке не существует никакой обычно-правовой или народно-правовой системы, если они не утверждены законодательным правом. Однако, чтобы иметь законную силу, лишь суды компетентны в рамках законодательства признавать поведение, опущение или обычай соответствующими законодательным положениям.

## Уголовное право и другие федеральные законы
Уголовные законы находятся исключительно под федеральной юрисдикцией, поэтому они едины во всей Канаде. Они полностью кодифицированы в Уголовном кодексе Канады. Лишь в рамках уголовного права и других федеральных законов принципы common law применяются по всей Канаде, даже в Квебеке. Таким образом, народная власть распространяется скорее на всю совокупность канадских граждан, чем лишь на одну провинцию или область.
В уголовных законах поведение или опущение является преступным, если культурные нормы Канады расценивают его как действие, противоречащее коллективному благополучию общества. Хотя уголовные законы и представлены в Уголовном кодексе Канады, в настоящее время народное право (менталитет граждан) распространяется на всё, что касается преступлений. Поэтому обычное право принимается во внимание, чтобы Парламент мог осуществить изменение Уголовного кодекса Канады. Изменение нравственных принципов населения обязательно для законного принятия Парламентом какой-либо поправки. Посредническое влияние, давление и пропаганда используются повсеместно в среде канадского населения на такие темы, как аборт, эвтаназия, проституция и смертная казнь. Что касается образцового права, то в настоящее время у судов практически нет такой власти, кроме случаев способствования исполнению уголовных законов.

## Внутреннее право
«Каждое лицо в каждый момент своей жизни соприкасается как со всей социальной группой, так и с отдельными членами этой группы. Публичное право традиционно считается такой ветвью права, которая регламентирует отношения между государством и гражданином, в противоположность частному праву, регламентирующему взаимоотношения между частными лицами. Это разделение на публичное и частное сегодня уже не такое чёткое, так как всё более и более возрастает вмешательство власти в частные интересы и, следовательно, во взаимоотношения между гражданами. Частный или индивидуальный интерес часто остаётся в стороне ради коллективного интереса и общего благосостояния подданных. Государство исходит из своего нейтралитета и присутствует во многих областях экономической и общественной жизни. Таким образом, в том, что касается договоров, во взаимоотношениях между сторонами традиционно существовала полная свобода. (…) В этом смысле можно утверждать, что существует тенденция к «обобществлению» взаимоотношений частного права в такой степени, когда ради блага всех граждан государство считает уместным вмешиваться в индивидуальные правовые взаимоотношения».

### Публичное право
«Поскольку публичное право затрагивает отношения между правительственными и общественными организациями с одной стороны и гражданами – с другой, оно имеет целью регламентировать иерархические, властные взаимоотношения. Преследуя общую цель сообщества, государство должно иметь для этого более широкие полномочия и особые привилегии».
Ввиду того, что канадское государство имеет более широкую власть над различными сферами всеобщего интереса канадского общества, чем каждый отдельный гражданин, публичное право Канады включает: конституционное право, административное право, уголовное право, налоговое право, а также публичное судебное (процессуальное) право.

### Частное право
«Что касается частного права, оно имеет целью регламентацию правовых взаимоотношений между частными лицами. Преобладающее большинство правил являются лишь факультативными или вспомогательными и стремятся обеспечить гармонию в личных отношениях».
В этом смысле частное право включает: гражданское и гражданско-процессуальное право.

## Международное право
«Разница между внутренним и международным правом прослеживается по-другому. Во внутреннем праве рассматриваемые правовые взаимоотношения являются внутригосударственными, т.е. имеющими место внутри одного государства, международное право регламентирует отношения между государствами и, соответственно, отношения между их гражданами. Как и внутреннее право, международное также подразделяется на международное публичное право и международное частное право».

### Международное публичное право
«Международное публичное право включает совокупность правовых норм, регламентирующих отношения между государствами и деятельность международных организаций. Эти нормы касаются как делимитации границ, дипломатии, международных договоров, гражданства, так и структуры ООН и ЮНЕСКО. Международное публичное право отличается от любого другого права тем, что чаще всего государства независимы, что является помехой эффективности санкций за нарушение правил. Во многих случаях нужно рассчитывать на добрую волю государств в том, что касается их самоуважения и исполнения международных решений».

### Международное частное право
«Международное частное право, известное также под названием права «коллизий правовых норм», затрагивает преимущественно взаимоотношения между гражданином или выходцем из страны и гражданами или правом другой страны.
Одна из его важных ролей заключается в определении подходящего права в некоторых ситуациях, когда различные внутренние права могут противоречить друг другу».